# Серенкур (Арденны)
Серенку́р (фр. Seraincourt) — коммуна во Франции, находится в регионе Шампань — Арденны. Департамент — Арденны. Входит в состав кантона Шато-Порсьен. Округ коммуны — Ретель.
Код INSEE коммуны — 08413.
Коммуна расположена приблизительно в 160 км к северо-востоку от Парижа, в 75 км севернее Шалон-ан-Шампани, в 45 км к юго-западу от Шарлевиль-Мезьера.

## Население
Население коммуны на 2008 год составляло 241 человек.
| 1962 | 1968 | 1975 | 1982 | 1990 | 1999 | 2008 |
| ---- | ---- | ---- | ---- | ---- | ---- | ---- |
| 255  | 311  | 274  | 248  | 232  | 216  | 241  |

## Экономика
В 2007 году среди 139 человек в трудоспособном возрасте (15—64 лет) 104 были экономически активными, 35 — неактивными (показатель активности — 74,8 %, в 1999 году было 60,2 %). Из 104 активных работали 86 человек (52 мужчины и 34 женщины), безработных было 18 (7 мужчин и 11 женщин). Среди 35 неактивных 8 человек были учениками или студентами, 10 — пенсионерами, 17 были неактивными по другим причинам.

## Фотогалерея
- Церковь
- Мэрия
- Памятник погибшим в Первой мировой войне
- Придорожный крест